# Eparchia di Bălți e Fălești

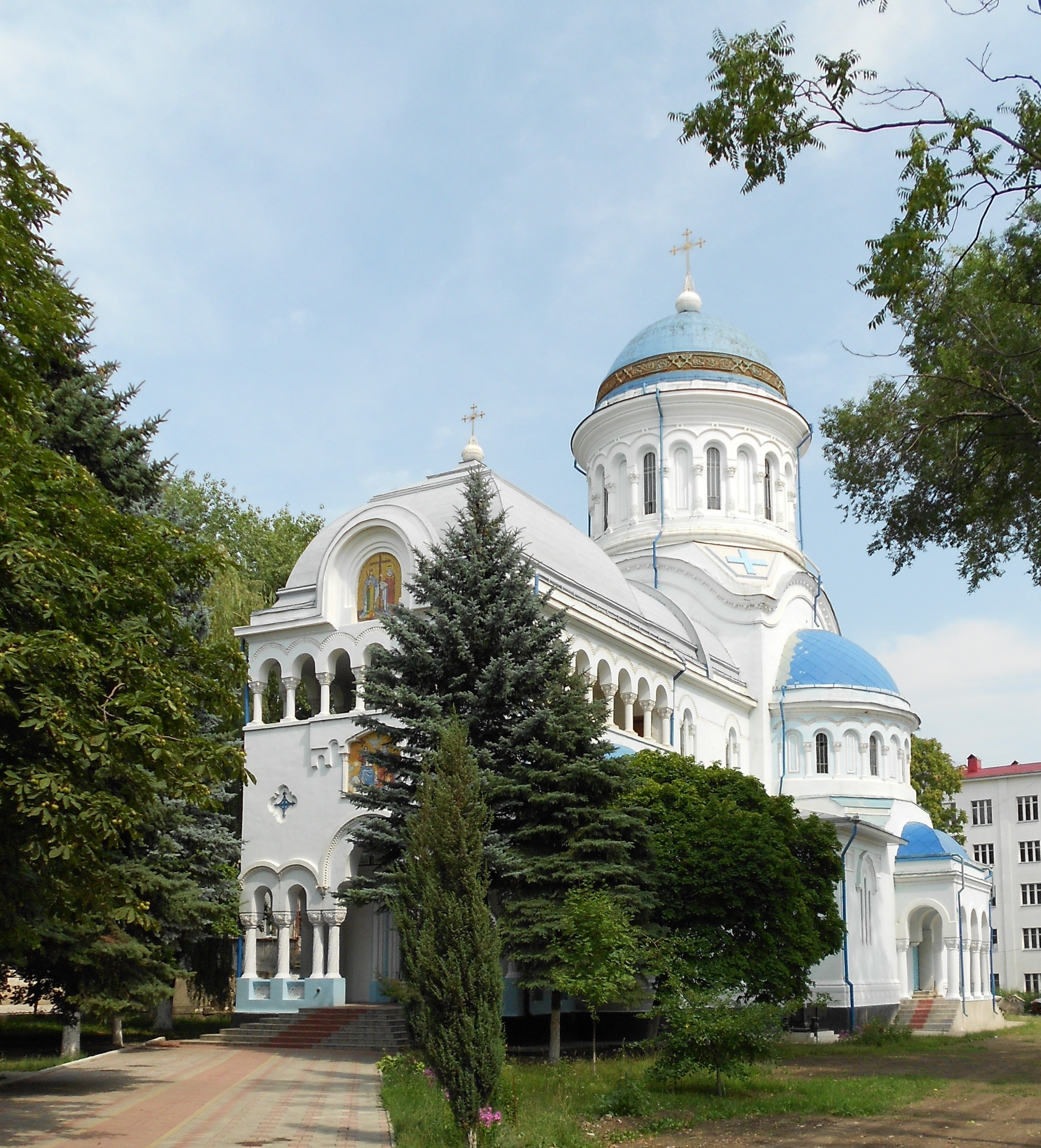
Cattedrale dei Santi Costantino ed Elena

L'eparchia di Bălți e Fălești (in romeno Еparhia de Bălți și Fălești, in russo Бельцкая и Фэлештская епархия?) è un'eparchia della chiesa ortodossa moldava. Ha sede nella città di Bălți, in Moldavia, dove si trova la cattedrale dei Santi Costantino ed Elena.

## Storia
Il 20 luglio 1990 il Santo Sinodo della chiesa ortodossa russa ha deciso l'erezione del vicariato di Bălți all'interno dell'eparchia di Chișinău. Il 6 ottobre 2006 il Santo Sinodo ha deciso di elevare il vicariato in eparchia autonoma.